# Nealella ornithoides
Nealella ornithoides is een mosselkreeftjessoort uit de familie van de Sarsiellidae. De wetenschappelijke naam van de soort is, als Sarsiella ornithoides, voor het eerst geldig gepubliceerd in 1902 door Brady.